# Kerncentrale Balakovo
Kerncentrale Balakovo (Russisch: Балаковская АЭС, Balakovskaja AES) is een kerncentrale bij de Russische stad Balakovo op ongeveer 800 kilometer ten zuidoosten van Moskou aan de westoever van het Stuwmeer van Saratov in de oblast Saratov. De kerncentrale bestaat uit 5 kernreactoren van het type VVER-1000, waarvan de vijfde nog in aanbouw is.
Balakovo is een partnerkerncentrale van de Duitse kerncentrale Biblis.

## Geschiedenis
Balakovo was gepland als de grootste kerncentrale ter wereld en moest 24 kernreactoren gaan omvatten. Uiteindelijk waren na 13 jaar nog slechts 4 kernreactoren in gebruik genomen (fase 1).
De bouw van de kerncentrale begon in oktober 1977. Op 1 december 1980 werd begonnen met de bouw van de eerste kernreactor, die op 28 december 1985 in gebruik werd genomen. In de daaropvolgende jaren werden nog 3 kernreactoren gebouwd, die in werking gesteld werden op 8 oktober 1987, 25 december 1988 en 11 april 1993. Deze 4 reactoren vormen samen de eerste fase van de bouw. 
Fase 2 bestaat uit 2 reactoren (Balakovo-5 en Balakovo-6). De bouw van de vijfde kernreactor (eerste van fase 2) begon op 1 april 1987, maar werd in 1992 stilgelegd, om pas in 2005 hervat te worden. De reactor moest volgens planning in werking worden gesteld op 31 december 2010. In maart 2005 werd de directeur van de kerncentrale, Pavel Ipatov (1989 tot 2005), aangesteld als gouverneur van de oblast Saratov. Hij werd opgevolgd door Viktor Ignatov.
De reactoren zijn allemaal Russische hogedrukreactoren van het type VVER derde generatie model 1000/320 met een bruto vermogen van 1000 MW. Per jaar wordt gemiddeld 28.000
GWh geleverd aan het elektriciteitsnet, waarmee het een van de grootste stroomleveranciers van Rusland is.

## Storing en paniek
Op 4 november 2004 vond een ongeval plaats in de kerncentrale, waarop paniek uitbrak onder de bevolking van de stad Balakovo en omgeving en veel mensen gingen hamsteren. Vele angstige omwonenden trokken naar de apotheken om er pillen voor joodprofylaxe te kopen, zo werd gemeld door ooggetuigen en nieuwsdiensten. De 300 kilometer noordoostelijker gelegen universiteiten van Samara werden gesloten. Bedrijven in de stad raadden hun werknemers aan om thuis te blijven. De natuurbeschermingsorganisatie Greenpeace-Rusland vermoedde een lek. Het ongeval wekte herinneringen op aan de Kernramp van Tsjernobyl uit april 1986.
Uiteindelijk verklaarde Rosenergoatom dat het om een lichte storing ging, waarbij geen verhoogde radioactiviteit zou zijn gemeten. Een jaar later werd een man opgepakt die verantwoordelijk werd gehouden van het via zijn website verspreiden van valse informatie over het ongeval, waardoor de massale paniek zou zijn ontstaan. Natuurbeschermers weten de paniek echter aan het lang uitblijven van een verklaring van de autoriteiten, waardoor allerlei geruchten konden ontstaan. Daarnaast werden nieuwsagentschappen, die het anonieme websitebericht zonder navraag te doen publiceerden en daarmee het gerucht verder verspreidden, buiten schot gehouden.